# Kersebleptes-Nunatak
Der Kersebleptes-Nunatak (bulgarisch нунатак Керсеблепт nunatak Kerseblept) ist ein 90 m hoher Nunatak auf Greenwich Island im Archipel der Südlichen Shetlandinseln. Am Ufer der McFarlane Strait ragt er 4 km südlich des Chrabr-Nunataks und 3,5 km westlich des Lloyd Hill aus den Eismassen des Jakoruda-Gletschers auf.
Bulgarische Wissenschaftler kartierten ihn im Zuge von Vermessungen der Tangra Mountains auf der benachbarten Livingston-Insel zwischen 2004 und 2005. Die bulgarische Kommission für Antarktische Geographische Namen benannte ihn 2005 nach dem Thrakerkönig Kersebleptes (4. Jahrhundert v. Chr.).